# 2480 Papanov
A 2480 Papanov (ideiglenes jelöléssel 1976 YS1) a Naprendszer kisbolygóövében található aszteroida. Ljudmila Ivanovna Csernih fedezte fel 1976. december 16-án.